# Paraegista
Paraegista é um género de gastrópode  da família Bradybaenidae.
Este género contém as seguintes espécies:
- Paraegista apoiensis